# Phyllogloea singeri
Phyllogloea singeri är en svampart som beskrevs av Lowy 1961. Phyllogloea singeri ingår i släktet Phyllogloea och familjen Phragmoxenidiaceae.   Inga underarter finns listade i Catalogue of Life.